# Greci (Olaszország)
Greci (albánul Katundi) község Olaszország Campania régiójában, Avellino megyében. A megye egyetlen arberesek lakta települése.

## Fekvése
A megye északi részén fekszik, a Cervaro-patak folyásától 3 km-re északra. Határai: Ariano Irpino, Castelfranco in Miscano, Faeto, Montaguto, Orsara di Puglia és Savignano Irpino.

## Történelme
A települést 535-ben I. Justinianus császár hadvezére, Flavius Belisarius alapította, miután egy közeli csatában sikeresen visszaverte az Itáliára támadó gótokat. Az itt letelepedő görög katonákról kapta nevét. 908-ban a szaracénok elpusztították, de egy évszázaddal később, 1039-ben Benevento hercegei újjáépítették. A település gyors fejlődésnek indult és a Savignano Irpino–Ferrara közötti út egyik fő állomáshelye lett. A középkor vége felé jelentősége lehanyatlott. 1445-ben Ariano grófjának, Inico Guevara birtokába került a település, akinek leszármazottai 1674-től megkapták a Greci grófja címet is.  1461–1462-ben a Balkánról érkező, az Oszmán Birodalom hódítása elől menekülő ortodox felekezetű albán telepesek érkeztek a városba, akik mind a mai napig megőrizték nyelvüket és hagyományaikat. 1920-ban a település lakossága még 3200 főre rúgott, amely a későbbi, Amerikába irányuló nagy arányú elvándorlás következtében egy évtized alatt ötszáz fővel csökkent. A népesség lassú elszivárgása az elkövetkezendő évtizedekben sem állt meg, s 2000-re valamivel 1000 alá csökkent Greci lakosságszáma.

## Népessége
A népesség számának alakulása:

## Főbb látnivalói
- Szent Bertalan-templom (Chiesa Madre di San Bartolomeo) - a 16. századi eredetű templomnak figyelemre méltóak faszobrai, a carosenói Madonna, 17. századi freskók és a 18. századi keresztelőmedence.
- Lusi-palota (Palazzo Lusi): A 16. századtól a község adminisztratív központja lehetett. Egyik termében egy Szkander bégről készült falfestmény látható.
- Caccese-palota (Palazzo Caccese): nemesi palota.
- Lauda-palota (Palazzo Lauda): 18. századi nemesi palota.
- Rione Breggo: történelmi településrész tipikus arberes kőházakkal (halive).